# Putokazi vere
Putokazi vere je televizijska serija od četrnaest epizoda reditelja Slobodana Ž. Jovanovića, a u proizvodnji Radio-televizije Srbije, 2009. godine.

## Autorska ekipa
- Reditelj Slobodan Ž. Jovanović
- Adaptacija teksta Slobodan Ž. Jovanović
- Scenario Slobodan Ž. Jovanović

## Učestvuju
- Jadranka Nanić Jovanović
- Žarko Obračević

## Sadržaj
Serijom "Putokazi vere" autori žele da istraže mistično verovanje čiji su pobornici bili Isihasti odnosno Sinaiti, svetlo čedo Hrišćanstva.
1. epizoda: STARI ZAVET-HRIŠĆANSTVO-NOVI ZAVET
2. epizoda: ISTORIJA VIZANTIJE (1.deo)
3. epizoda: ISTORIJA VIZANTIJE (2.deo)
4. epizoda: VIZANTIJA I ISIHASTI
5. epizoda: SINAITI
6. epizoda: SVETOSAVSKO PREDANJE (1.deo)
7. epizoda: SVETOSAVSKO PREDANJE (2.deo)
8. epizoda: SVETOSAVSKO PREDANJE (3.deo)
9. epizoda: USPON SREDNJOVEKOVNE SRBIJE
10. epizoda: PAD SREDNJOVEKOVNE SRBIJE (1.deo)
11. epizoda: PAD SREDNJOVEKOVNE SRBIJE (2.deo)
12. epizoda: KRAJ SREDNJOVEKOVNE SRBIJE
13. epizoda: ISIHASTI U SREDNJOVEKOVNOJ SRBIJI
14. epizoda: SV. ROMAN – SV.NESTOR – SV.JOVAN LEŠTJANSKI

## Spoljašnje veze
- Putokazi vere на веб-сајту  (језик: енглески)
- http://www.rts.rs/page/tv/ci/story/18/%D0%A0%D0%A2%D0%A1+2/695821/%D0%9F%D1%83%D1%82%D0%BE%D0%BA%D0%B0%D0%B7%D0%B8+%D0%B2%D0%B5%D1%80%D0%B5.html
- Putokazi vere (ep.01):Stari zavet-Hrišćanstvo-Novi zavet на веб-сајту
- Putokazi vere (ep.02):Istorija vizantije 1.deo на веб-сајту
- Putokazi vere (ep.03):Istorija Vizantije 2.deo на веб-сајту
- Putokazi vere (ep.04):Vizantija i Isihasti на веб-сајту
- Putokazi vere (ep.05):Sinaiti на веб-сајту
- Putokazi vere (ep.06):Svetosavsko predanje 1.deo на веб-сајту
- Putokazi vere (ep. 7):Svetosavsko predanje 2.deo на веб-сајту
- Putokazi vere (ep.08):Svetosavsko predanje 3.deo на веб-сајту
- Putokazi vere (ep.09):Uspon srednjevekovne Srbije на веб-сајту
- Putokazi vere (ep.10):Pad srednjevekovne Srbije 1.deo на веб-сајту
- Putokazi vere (ep.11):Pad srednjevekovne Srbije 2.deo на веб-сајту
- Putokazi vere (ep.12):Kraj srednjevekovne Srbije на веб-сајту
- Putokazi vere (ep.13):Isihasti u srednjevekovnoj Srbiji на веб-сајту
- Putokazi vere (ep.14):Sveti Roman, Sveti Nestor, Sveti Jovan Leštjanski на веб-сајту